# Archieparchia Zahli i Al-Furzul
Archieparchia Zahli i Al-Furzul (łac. Mariamnensis Graecorum Melkitarum) – eparchia Kościoła melchickiego w środkowym Libanie, podległa bezpośrednio melchickiemu patriarsze Antiochii. Została erygowana w 1774 jako eparchia, w dniu 18 listopada 1964 otrzymała status archieparchii. Siedzibą biskupa jest miasto Zahla. 